# Joseph Chatoyer
Joseph Chatoyer (... – 14 marzo 1795) fu il Capo Garifuna che condusse la rivolta contro l'occupazione coloniale inglese a Saint Vincent nel 1795. È considerato un eroe nazionale a Saint Vincent e Grenadine.
Le popolazioni dei Caribi dell'isola riuscirono a resistere ai tentativi di colonizzazione per due secoli ritirandosi nell'entroterra montagnoso e dalla vegetazione molto fitta. A partire dal 1770, tuttavia, sia il Regno Unito che la Francia intrapresero la costruzione di strade verso l'interno conseguenti ad una migliore conoscenza del territorio. La ribellione della popolazione locale esplose nel 1772 condotta appunto da Joseph Chatoyer per diventare la Prima Guerra Caribe che costrinse gli inglesi a firmare un armistizio (cosa mai avvenuta nelle Americhe con una popolazione indigena).
Dopo 3 anni, gli inglesi ruppero l'armistizio ma ai Garifuna si unirono un gruppo di radicali francesi ispirati dagli ideali della Rivoluzione francese. Durante la Seconda Guerra Caribe, Chatoyer diede il controllo di parte dell'isola a un altro comandante, DuValle. Le loro forze dopo una riconquista delle coste, si ricongiunsero nei pressi di Chateaubelair per avanzare verso Dorsetshire Hill da cui avrebbero potuto facilmente attaccare Kingstown.
Il 14 marzo, le forze congiunte indigene e francesi vennero impegnate in uno scontro proprio su Dorsetshire Hill da un battaglione inglese comandato dal Generale Ralph Abercromby. Chatoyer fu ucciso nella notte dal Maggior Alexander Leith
La rivolta continuò fino al Giugno 1796 fiaccata dalla diserzione dei francesi causata dalla morte di Chatoyer.
Una statua lo commemora tuttora a Dorsetshire Hill.